# Cimier
Montres Cimier SA es un fabricante suizo independiente de  relojes de pulsera cuya sede central se encuentra en Biena, Suiza.
La firma produce tanto relojes mecánicos como relojes de cuarzo.

## Historia
El origen de Cimier se remonta a 1924, cuando el relojero Joseph Lapanouse fundó su empresa Lapanouse SA en Hölstein y vendió sus relojes primero bajo la marca Rego y más tarde con la marca Cimier. Desde el principio se especializó en la fabricación de relojes con áncora de espigas, conocidos como Roskopf por este motivo.
En la década de 1950, la empresa, que se convirtió en el ínterin en Lapoanouse-Cimier SA, industrializó el primer cronógrafo con un escape con áncora de espigas, del que llegaron a venderse 21 millones de unidades. A finales de los años 1960, la producción anual alcanzó los 1,5 millones de piezas y la empresa empleaba a más de 500 personas en Bubendorf.
En la década de 1970, la industria relojera suiza experimentó los efectos de la conocida como crisis del cuarzo. El número de relojes mecánicos vendidos se redujo drásticamente, mientras que Cimier estuvo desarrollando e industrializando su propio movimiento de cuarzo. Sin embargo, su producción no alcanzó el umbral de rentabilidad. Como resultado, en 1985, el fabricante suizo decidió cesar temporalmente la producción.
En 2003, la marca Cimier renació a través de la empresa que lleva el mismo nombre.
En 2010, Cimier abrió la Watch Academy. El concepto permitía a los clientes crear y construir su propio reloj en el taller de Cimier. El cliente puede elegir entre varios movimientos manuales y un movimiento automático.